# Abraxas Pool
Abraxas Pool — первый и единственный альбом одноимённой группы, состоявшей из бывших участников группы Santana: Майка Шрива, Нила Шона, Грегга Роули, Хосе Ареаса, Альфонсо Джонсона и Майка Карабелло. Альбом записан в стиле латино-рок. Диск вышел в 1997 году.

## Список композиций
1. «Boom Ba Ya Ya» (Carabello, Rolie, Schon)
2. «A Million Miles Away» (Rolie, Schon, Shrieve)
3. «Baila Mi Cha-Cha» (Areas)
4. «Waiting for You» (Rolie, Shrieve)
5. «Going Home» (Rolie)
6. «Szabo» (Schon, Shrieve)
7. «Guajirona» (Areas)
8. «Cruzin'» (Rolie)
9. «Don’t Give Up» (Rolie, Schon, Shrieve)
10. «Ya Llego» (Areas, Areas, Carabello)
11. «Jingo» (Olatunji)

## Участники записи
- Gregg Rolie — Клавишные, вокал
- Neal Schon — Гитара
- Alphonso Johnson — Бас-гитара
- José Areas — Тимбалес
- Mike Carabello — Конга
- Wole Alade — Ударные
- Ronald Marshall — Ударные
- Michael Shrieve — Ударные